# Aralia soratensis
Aralia soratensis là một loài thực vật có hoa trong Họ Cuồng. Loài này được Marchal mô tả khoa học đầu tiên năm 1879.